# 肖超英
肖超英（1958年6月—），女，汉族，安徽芜湖人，中华人民共和国政治人物。

## 生平
1976年5月参加工作。1984年4月加入中国共产党。1984年7月毕业于安徽师范大学政教系政教专业，毕业后分配至芜湖市第十二中学任教。1985年9月，任共青团芜湖市委副书记。1989年8月，任共青团芜湖市委书记。其间，于1993年6月至1995年1月挂职任芜湖县委副书记。1995年1月起，历任芜湖市繁昌县委副书记、代县长、县长。1996年8月，升任安徽省委统战部副部长、省直统战系统机关党委书记。2000年11月，调任安徽省宣城地委副书记。2003年4月，任安徽省妇女联合会党组书记。2003年10月，任安徽省妇女联合会主席、党组书记。2008年4月起，历任安庆市委副书记、副市长、代市长、市长。2012年8月，调任淮北市委书记。2013年1月，兼任淮北市人大常委会主任。2016年8月，任安徽省委组织部副部长。2018年1月，当选十二届安徽省政协副主席。
同时担任中共十七大代表，中共八届、九届安徽省委委员。